# Musée d'Art à la mer
Le musée d'art à la mer ou musée d'art sur mer (en néerlandais : Kunstmuseum aan Zee, abrégé en Mu.ZEE) est un musée d'art situé dans la ville belge d'Ostende en province de Flandre-Occidentale et spécialisée dans l'art belge postérieur à 1830.

## Historique
Le musée d'art à la mer est créé en 2008 par la fusion de l'ancien Musée provincial d'art moderne (PMMK, Provinciaal Museum voor Moderne Kunst, installé dans le bâtiment des magasins SOE, Coopérative Socialiste, construit par Gaston Eysselinck) et du musée des beaux-arts d'Ostende (Museum voor Schone Kunsten). Le musée dispose également de deux dépendances, la maison d'Ensor (nl) à Ostende, et le Musée provincial Constant Permeke (nl) situé à Jabbeke.

## Collections
Sur 14 000 m2, il présente au visiteur un éventail de l'art belge de 1830 à nos jours avec notamment des œuvres de James Ensor, Léon Spilliaert (160 œuvres), Constant Permeke, Jean Brusselmans, Paul Joostens, Willy Finch, Luc Tuymans, Louis Van Lint, Panamarenko, Roger Raveel, Georges Vantongerloo, Raoul De Keyser ou encore Paul Delvaux.

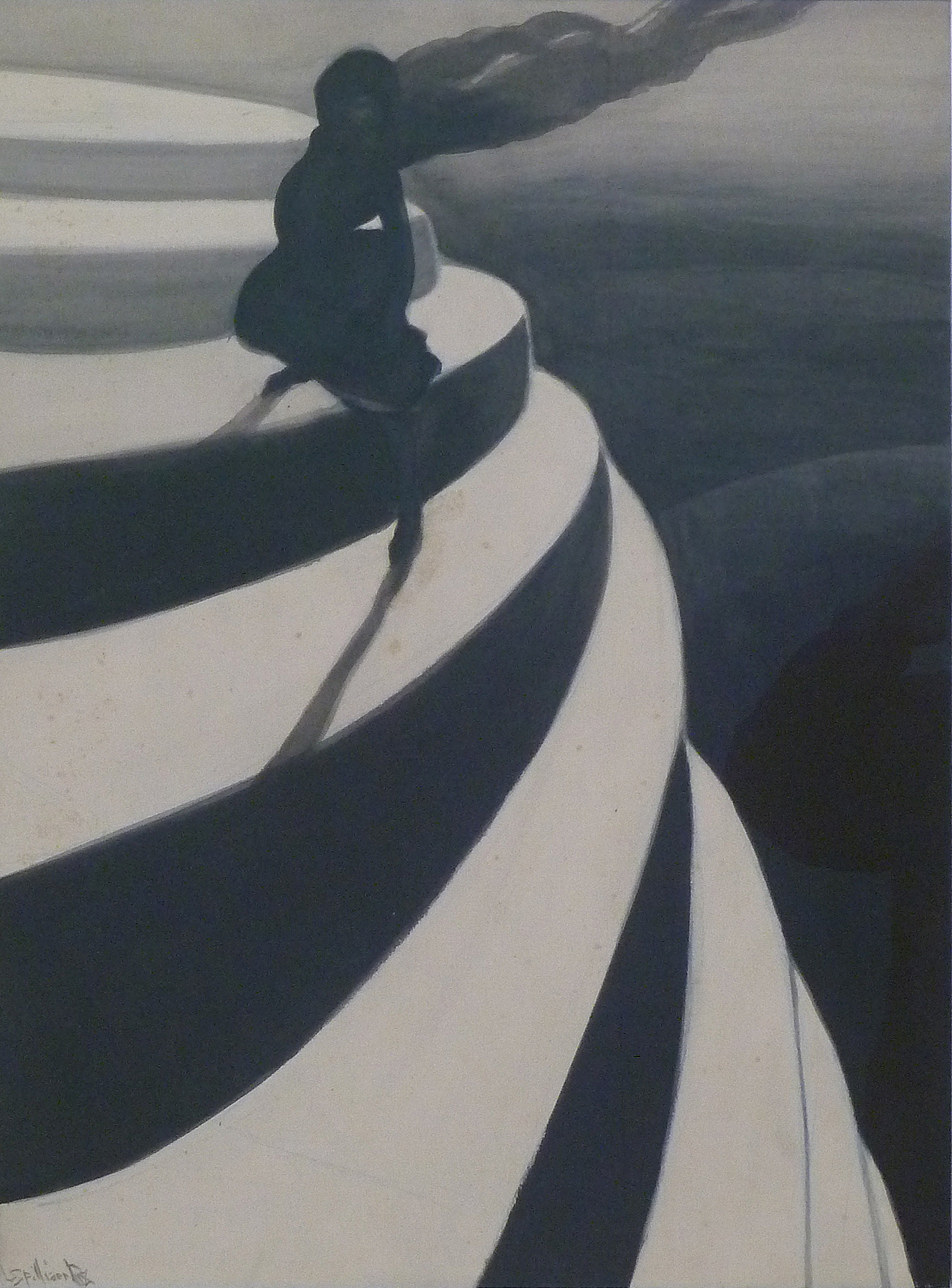
Léon Spilliaert, Le Vertige (1908)
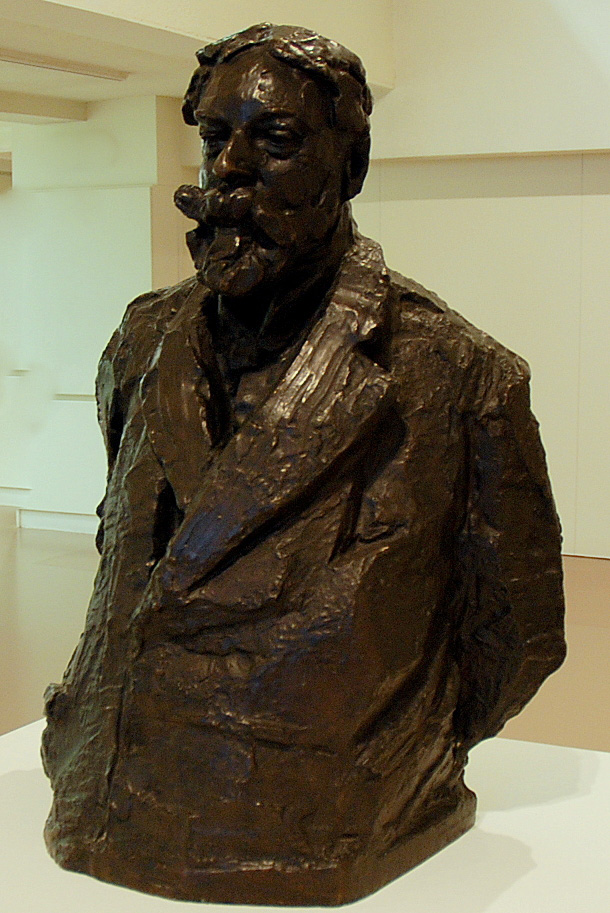
Rik Wouters, Buste de James Ensor.
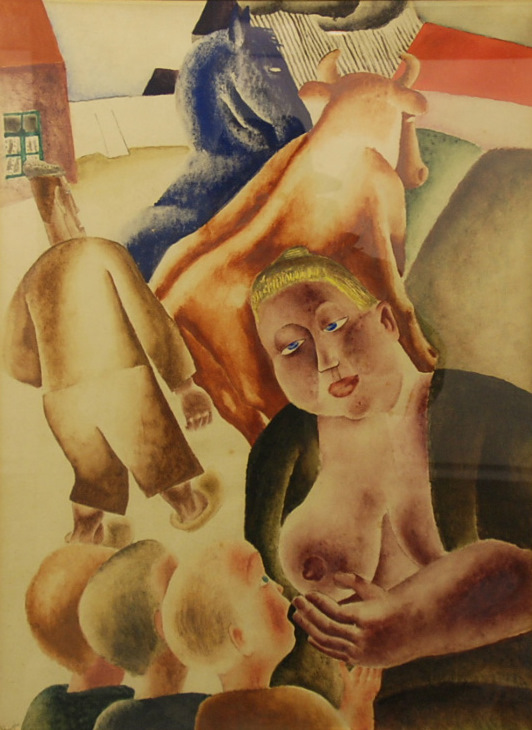
Van den Berghe, Fertilité des fruits
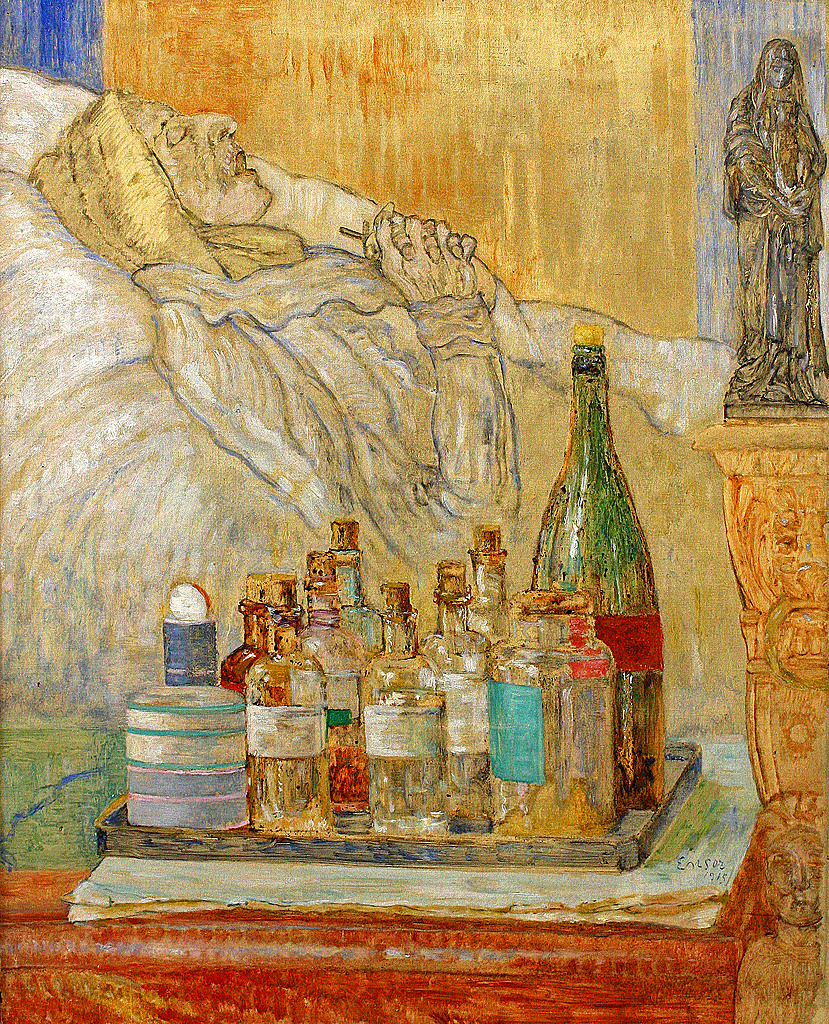
Ensor, Ma mère morte (1915)
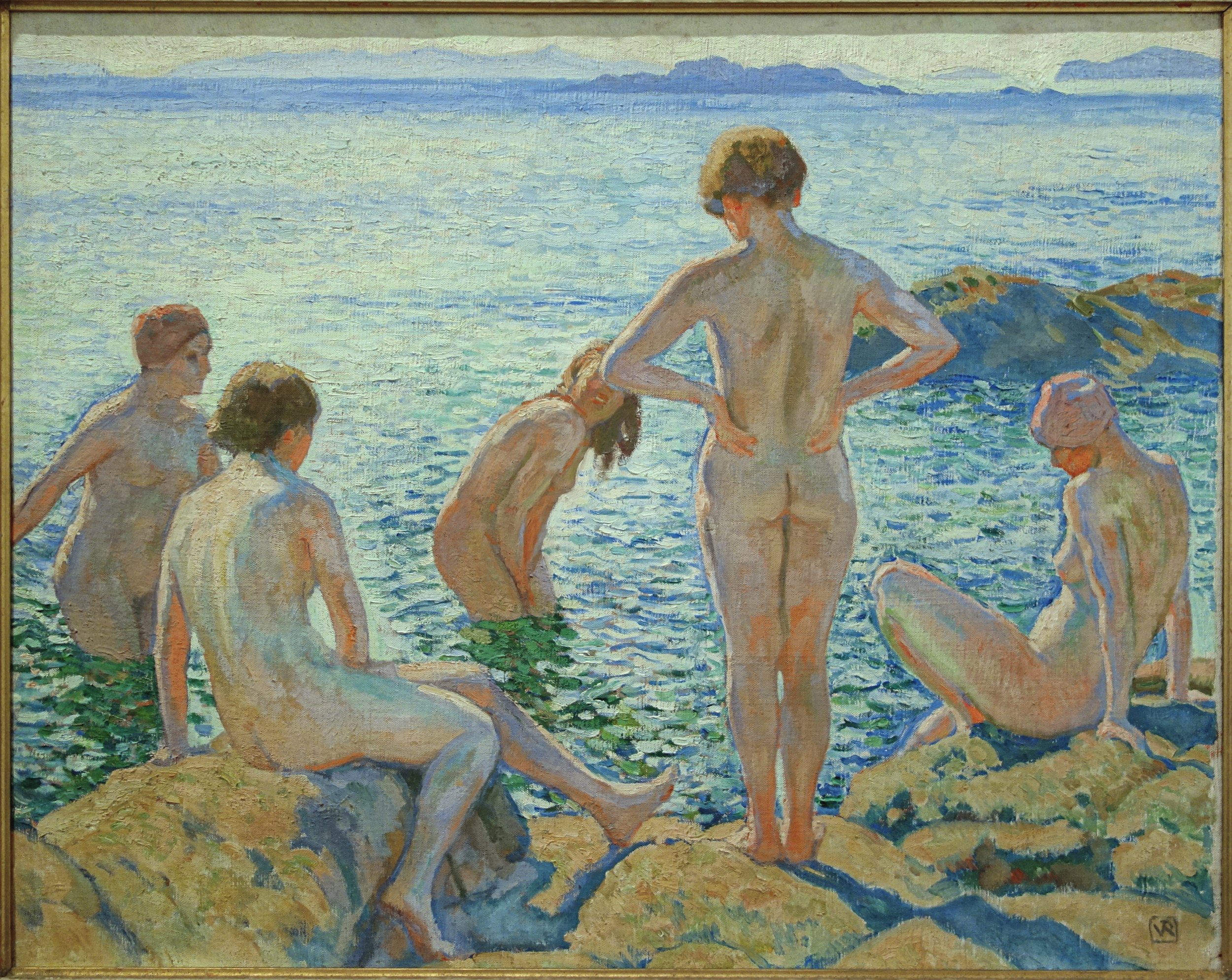
Théo van Rysselberghe, Les Baigneuses (ca. 1920)